# مارسيل باول
مارسيل باول (بالفرنسية: Marcel Paul)‏ هو نقابي وسياسي فرنسي، ولد في 12 يوليو 1900 في الدائرة الرابعة عشرة في باريس في فرنسا، وتوفي في 11 نوفمبر 1982 في L'Île-Saint-Denis ‏ في فرنسا. نشط حزبياً في الحزب الشيوعي الفرنسي.

## مناصب
- انتخب وزير (24 يونيو 1946 – 28 نوفمبر 1946).
- انتخب وزير (26 يناير 1946 – 12 يونيو 1946).
- انتخب وزير (21 نوفمبر 1945 – 20 يناير 1946).
- انتخب نائب فرنسي فيين العليا وقد انضم خلال فترته النيابية  [لغات أخرى]‏ (28 نوفمبر 1946 – 23 أبريل 1948) للكتلة البرلمانية .
- انتخب نائب فرنسي فيين العليا وقد انضم خلال فترته النيابية  [لغات أخرى]‏ (11 يونيو 1946 – 27 نوفمبر 1946) للكتلة البرلمانية .
- انتخب نائب فرنسي فيين العليا وقد انضم خلال فترته النيابية [الإنجليزية]‏ (6 نوفمبر 1945 – 10 يونيو 1946) للكتلة البرلمانية .